# Florennes
Florennes ist eine Gemeinde in der Provinz Namur im wallonischen Teil Belgiens.
Sie besteht aus den Ortsteilen Florennes, Corenne, Flavion, Hanzinelle, Hanzinne, Hemptinne, Morialmé, Morville, Rosée, Saint-Aubin und Thy-le-Bauduin.
Überregional bekannt wurde die Gemeinde durch die Stationierung US-amerikanischer BGM-109G Gryphon-Marschflugkörper Mitte der 1980er Jahre als Folge des NATO-Doppelbeschlusses auf dem örtlichen Militärflugplatz.

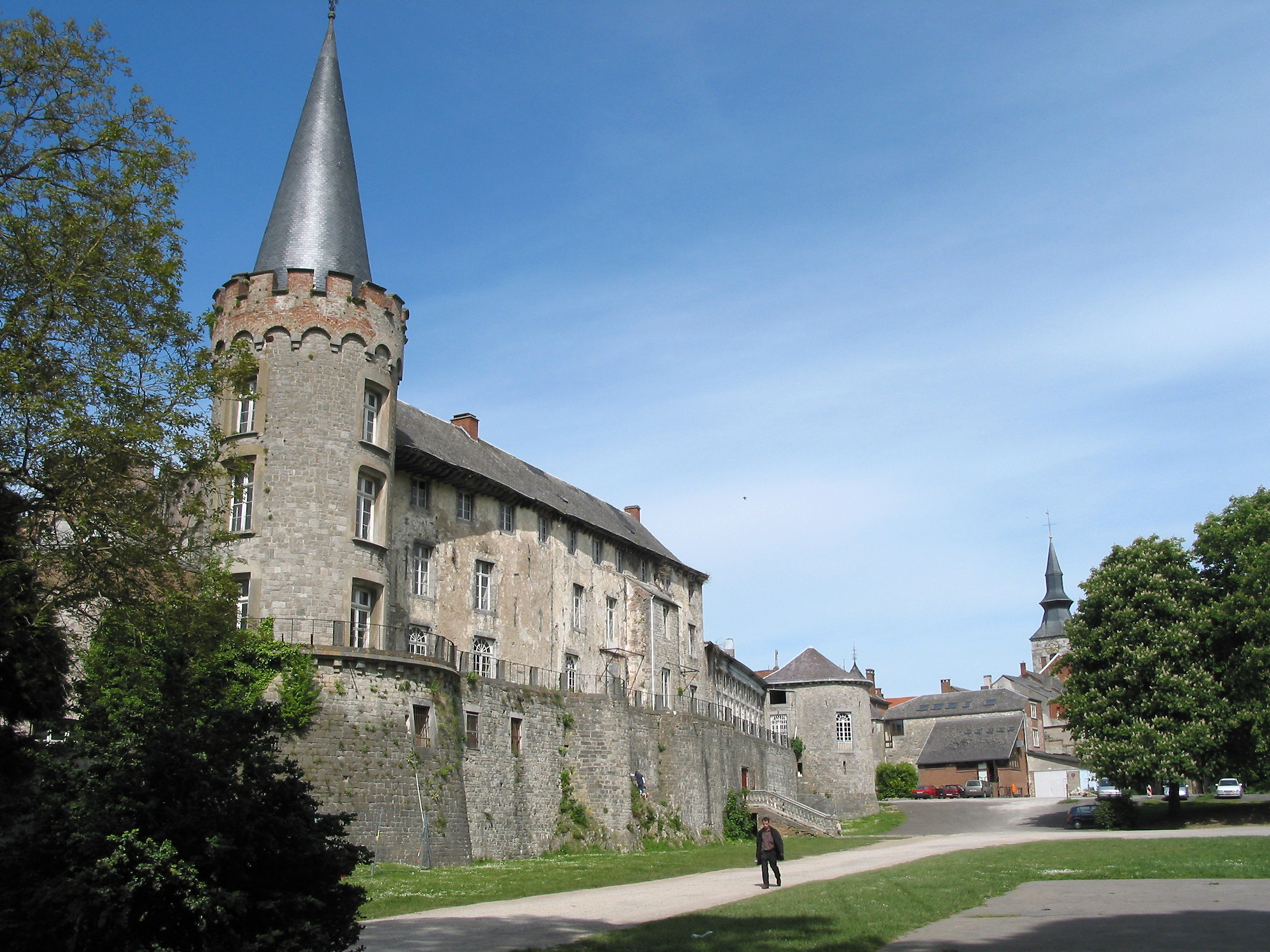
Schloss der Herzöge von Beaufort-Spontin

## Persönlichkeiten
Söhne und Töchter der Gemeinde
- Firmin Lambot (1886–1964), Radrennfahrer
- Léon Scieur (1888–1969), Radrennfahrer
- Fernand Biot (1910–1945), Jesuit, NS-Opfer

Personen, die in der Gemeinde gewirkt haben
- Lambert I., Graf von Löwen, fiel am 12. September 1015 in der Schlacht bei Florennes gegen Herzog Gottfried II. von Niederlothringen